# Bundesfeldherr

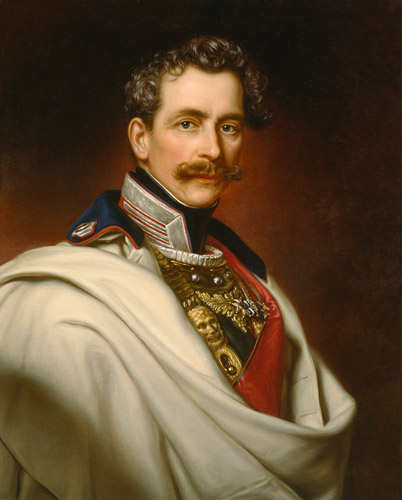
Der letzte vom Deutschen Bund ernannte Feldherr, Karl von Bayern, hier im Jahr 1855. Im Juni und Juli 1866 befehligte er zwei Bundeskorps des Bundesheeres.

Bundesfeldherr ist zunächst nur die Bezeichnung für den Oberbefehlshaber einer Armee. In der deutschen Verfassungsgeschichte wurde ein solcher in der Bundeskriegsverfassung des Deutschen Bundes (1821/1822) eingerichtet, wenn auch mit dem Titel „Oberfeldherr“. Dieser Oberbefehlshaber, meist als Bundesfeldherr bezeichnet, wurde für jeden Kriegsfall gesondert ernannt.
Die Verfassung des Norddeutschen Bundes von 1867 und die Bundesverfassung vom 1. Januar 1871 erwähnen einen „Bundesfeldherrn“. Dort ist das Amt allerdings nur eine Aufgabe des preußischen Königs bzw. des Deutschen Kaisers. Die Reichsverfassung vom 16. April 1871, die für den Rest der Zeit des Kaiserreiches galt, verzichtet auf den Ausdruck allgemein und ersetzt ihn durch „Kaiser“.

## Deutscher Bund 1815–1866
Bei Gründung des Deutschen Bundes war es Preußen, das einen Bundesfeldherrn als ständiges Amt in der Bundesverfassung sehen wollte. Da es selbst nicht die Führung in einem deutschen Föderalstaat ergreifen konnte, sollte Österreich zwar die Kaiserkrone erhalten, der preußische König aber Bundesfeldherr sein. Österreich lehnte eine solche Trennung von politischer Spitze und militärischem Oberbefehl jedoch ab.
Der Deutsche Bund gab sich erst 1821/1822 eine Bundeskriegsverfassung. Das Bundesheer bestand aus Kontingenten der Einzelstaaten. Der Bundestag bildete einen Militärausschuss, der die Militärangelegenheiten leitete. Den Oberbefehl hatte keine einzelne, ständig für diesen Zweck bestellte Person. Stattdessen wurde der Oberfeldherr immer nur dann ernannt, wenn der Kriegsfall eintrat. Wer „Oberfeldherr“ wurde, das bestimmte der Bundestag mit Mehrheit der Stimmen. Damit war deutlich, so Michael Kotulla, dass der Bund, der Bundestag, die in ihm vertretenen Einzelstaaten, die vorherrschende Rolle behielt. Der Oberfeldherr hatte somit die Stellung „eines kommandierenden Generals gegenüber seinem Souverän“.
Laut Ernst Rudolf Huber ging es den Einzelstaaten im Deutschen Bund darum, dass ihre militärische Souveränität so weit wie möglich geschont wurde. Dies und das Fehlen eines ständigen Bundesfeldherrn führte aber dazu, dass kein einsatzfähiges Bundesheer aufgestellt werden konnte.
In den Verfassungsordnungen und Plänen der Revolutionszeit 1848–1850 kommt ein Bundesfeldherr nicht vor. Es wäre bedenklich gewesen, neben ein Reichsoberhaupt noch einen gesonderten Oberbefehlshaber zu stellen. Österreich und die Mittelstaaten waren allerdings allgemein nicht bereit, ihre Militärgewalt mediatisieren zu lassen, also ihre Truppen einem dauernden Oberbefehlshaber zu unterstellen. Auch Preußen verweigerte sich einer Vereinheitlichung, sofern es nicht den Bundesfeldherrn stellte.

### Aufgaben und Grenzen
Der Oberfeldherr des Deutschen Bundes wurde vom Bundestag vereidigt und in die Pflicht genommen und erhielt vom Bundestag seine Befehle. Der Bundestag konnte den Oberfeldherrn auch vor ein Kriegsgericht bringen. Dem Oberfeldherrn gab der Bundestag einen Stellvertreter zur Seite, den Generalleutnant des Bundes. Die Verbindung zwischen Bundestag und Oberfeldherr hielt ein dafür jeweils eingesetzter Ausschuss. Der Ausschuss, als Kriegsrat der Bundestagsmitglieder, hätte im Kriegsfall ernste Reibungen mit dem Oberfeldherr ausgelöst, mutmaßt Huber.
Der Oberfeldherr hatte ein Bundes-Hauptquartier einzurichten und einen Generalstab zu bilden. Er durfte zwar die militärischen Operationen selbst planen, musste aber nach Beginn der Durchführung seine Pläne dem Bundestag mitteilen. Im Ernstfall hatte der Oberfeldherr zwar die Kommandogewalt über die Bundestruppen, doch die Korpskommandanten der Truppenteile aus den einzelnen Ländern bestimmte das Staatsoberhaupt des Einzelstaats.
Über ein Ende der Feindseligkeiten konnte der Oberfeldherr selbstständig Abmachungen treffen. Ein formeller Waffenstillstand bedurfte allerdings der Zustimmung des Bundestags. Wenn das Bundesheer wieder demobilisiert wurde, endete auch das Amt des Oberfeldherren.

### Anwendungsfälle und Diskussionen

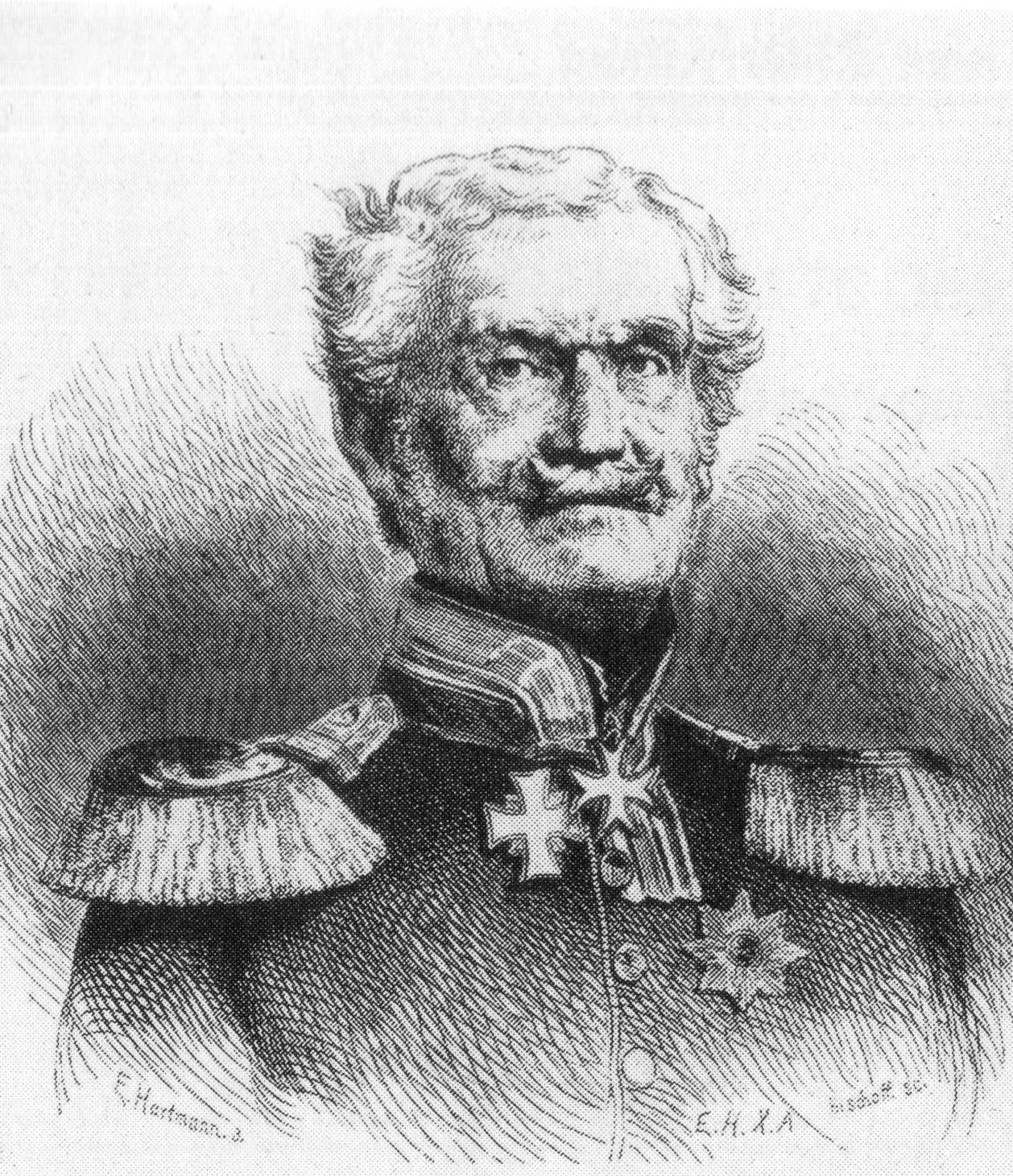
Bundesfeldherr im Schleswig-Holsteinischen Krieg: Friedrich von Wrangel aus Preußen

Im Frühjahr 1848 bildete sich eine nationaldeutsche Provisorische Regierung in Schleswig und Holstein. Der Deutsche Bund bzw. das Deutsche Reich der Revolutionszeit führte einen Bundeskrieg gegen Dänemark, wie auch mehrere Einzelstaaten einschließlich Preußens. Bundesfeldherr wurde der preußische General Friedrich von Wrangel. Die Frankfurter Nationalversammlung, das gesamtdeutsche Parlament, schätzte die Erhebung in Schleswig-Holstein als nationale Angelegenheit ein und sah die letztendliche Entscheidungsgewalt bei sich.
In den Jahren nach 1850, als Preußen mit Österreich zusammenarbeiten musste, wurde mehrmals über die Ernennung eines Bundesfeldherrn gesprochen. So wollte Österreich im Vorfeld des Krimkrieges das Bundesheer mobilisieren und einen Bundesfeldherrn ernannt sehen. Der preußische Bundestagsabgeordnete Bismarck aber bewirkte eine Mehrheit im Bundestag gegen die Mobilisierung.
Im Jahr 1859 kam es zum Italienischen oder Sardinischen Krieg. Sardinien-Piemont befand sich, mit französischer Unterstützung, im Krieg gegen Österreich, mit dem Ziel, Norditalien von österreichischer Herrschaft zu befreien. Daher verlangte Österreich abermals die Mobilisierung des Bundesheers und die Ernennung eines Bundesfeldherren. Der Krieg in den norditalienischen Gebieten Österreichs sei auch eine Bedrohung für das Bundesgebiet. Preußen verweigerte sich dem: Es wollte eine Niederlage Österreichs abwarten und dann erst mit der Bundesarmee und einem preußischen Bundesfeldherrn die Lage für Österreich retten. Das führte kurzfristig zwar zu großem Unmut in der deutschen Bevölkerung über Preußen, sollte aber eine Augenhöhe Preußens mit Österreich herstellen.
Schließlich wollte Österreich Preußen den Oberbefehl für das gesamte Bundesheer zugestehen. Bundesfeldherr wäre Wilhelm geworden, der preußische Prinzregent (und spätere Deutsche Kaiser), der damals für seinen erkrankten Bruder regierte. Doch dadurch wäre der preußische Oberbefehl unter den Bundestag gestellt worden. Preußen verlangte eine Zweiteilung des Oberbefehls: Die norddeutschen Bundestruppen seien Preußen zu unterstellen, und zwar ohne weitere Bundesweisungen und Bedingungen. Österreich solle den Oberbefehl über die süddeutschen Bundestruppen erhalten.
Eine solche Spaltung des Oberbefehls hätte aber nach österreichischer Ansicht zu einer Spaltung des Bundes führen können. Die Entscheidung darüber wurde dem Bundestag abgenommen: Österreich und Frankreich schlossen plötzlich einen Waffenstillstand. Österreich kam aus dem Krieg mit einem gewaltigen militärischen Ansehensverlust, Preußen aber mit einem politischen, weil es mit seinen Verzögerungen die deutsche Sache verraten habe.
Nach dem Krieg setzten wieder Verhandlungen zu einer Bundesreform ein. Preußen schlug am 4. Januar 1860 vor, das Bundesheer zu teilen. Im Kriegsfall sollten die norddeutschen Truppen der preußischen, die süddeutschen der österreichischen Armee zugeordnet werden. Damit wäre das Amt eines Bundesfeldherrn überflüssig geworden. Die übrigen Staaten lehnten eine solche Teilung allerdings ab. Im Bundesreformplan von 1866 schlug Preußen vor, in einem kleindeutschen Bundesstaat zwei Bundesoberfeldherren einzuführen: den preußischen König im Norden und den bayerischen im Süden.
Am 14. Juni 1866 beschloss der Bundestag, dass das Bundesheer gegen das abtrünnige Preußen und dessen Verbündete zu mobilisieren war. Die Wahl eines Bundesfeldherrn wurde aber noch aufgeschoben, trotz eines österreichischen Antrags dazu. Schließlich ernannte der Bundestag Prinz Karl von Bayern zum Bundesfeldherrn für einige Bundeskorps. Die österreichischen Kontingente aber, einschließlich des sächsischen, wurden dem österreichischen Feldzeugmeister Ludwig von Benedek unterstellt. Beispielsweise die hannoverschen Truppen kamen nicht mehr unter Karls Oberbefehl, weil sie schon am 29. Juni kapitulierten. Im Unvermögen, rasch einen Bundesfeldherrn einzusetzen und ihm das gesamte Bundesheer für eine einheitliche Kriegsführung zu unterstellen, zeigten sich zum Schluss noch einmal die grundsätzliche Schwäche der Bundeskriegsverfassung.

## Norddeutscher Bund und Deutscher Bund (Reich)

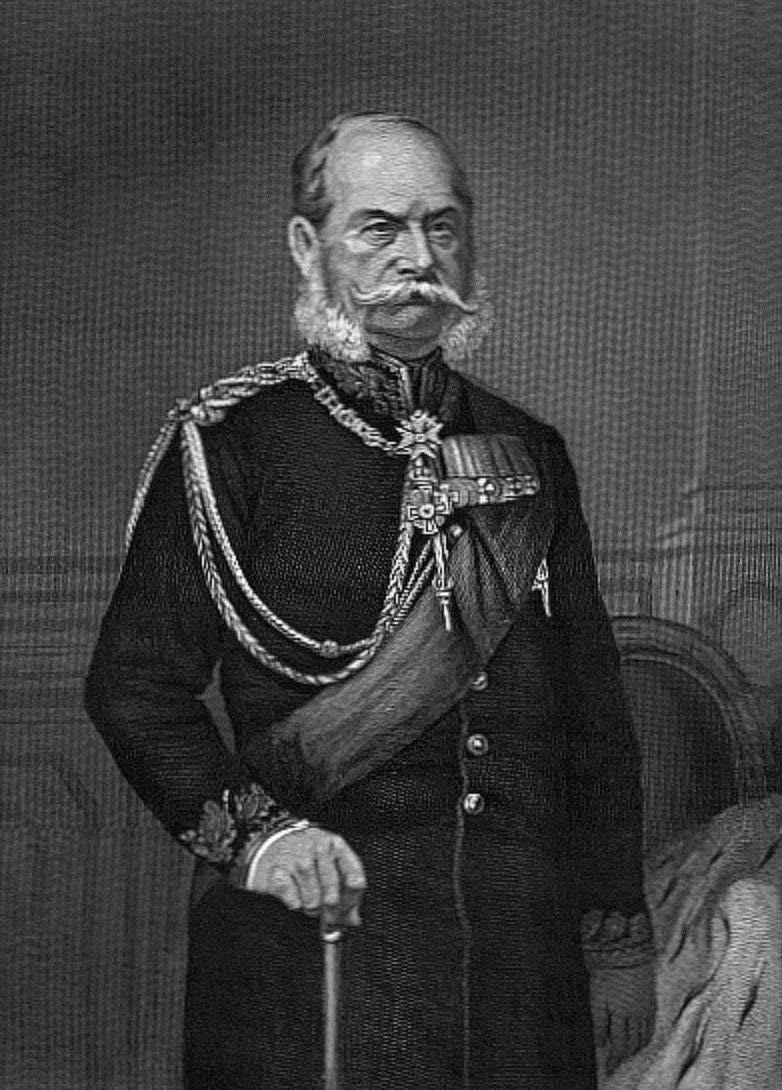
Wilhelm I. von Preußen, seit 1867 Oberbefehlshaber als „Bundesfeldherr“ bzw. seit April 1871 als „Kaiser“

Nach dem Sieg über Österreich im Juli 1866 gründeten die norddeutschen Staaten den Norddeutschen Bund. Der preußische Ministerpräsident Otto von Bismarck wollte, dass dieser Bundesstaat der Form nach mehr wie ein Staatenbund aussah. Der preußische König wurde daher in der Norddeutschen Bundesverfassung vom 1. Juli 1867 nicht zum Kaiser, sondern hatte das „Präsidium des Bundes“ inne.
Außerdem wurde der König nicht einfach Oberbefehlshaber der Streitkräfte genannt. Stattdessen erscheint in der Verfassung ein Bundesfeldherr, der für die Kriegstüchtigkeit des Bundesheer verantwortlich war. Art. 63 Abs. 1 machte deutlich, wer dieser Bundesfeldherr war:

„Die gesammte Landmacht des Bundes wird ein einheitliches Heer bilden, welches in Krieg und Frieden unter dem Befehle Seiner Majestät des Königs von Preußen als Bundesfeldherrn steht.“

Der Sinn darin, einen Bundesfeldherr einzuführen, lag zunächst darin, die starke Stellung des Bundespräsidiums etwas zu verschleiern. Die formelle Trennung bedeutete aber noch etwas anderes: Die Handlungen des Bundespräsidiums bedurften der Gegenzeichnung des Bundeskanzlers (Art. 17 NBV), nicht aber die Kommandoakte des Bundesfeldherrn laut Art. 63. Diese Trennung führte eine preußische Tradition fort. Sie erschwerte aber die parlamentarische Kontrolle. Zudem wurden die nichtpreußischen Staaten auf diese Weise in militärischer Hinsicht mediatisiert: Ihre Heere wurden dem preußischen König unterstellt. In den übrigen Angelegenheiten hingegen wurde auch Preußen den neuen Bundesorganen unterstellt.
Die Formulierung „der König von Preußen als Bundesfeldherr“ wurde bereits am 7. Februar 1867 in der Militärkonvention zwischen Preußen und Sachsen verwendet. Grundlage dafür war der schon vorliegende Verfassungsentwurf. In den Schutz- und Trutzbündnissen des Jahres 1866 mit den süddeutschen Staaten taucht die Bezeichnung „Oberbefehl“ auf: Im Kriegsfall gehe der Oberbefehl vom badischen, bayerischen bzw. württembergischen Fürsten auf den König von Preußen über.
In der Verfassung des Deutschen Bundes vom 1. Januar 1871 wurde das Konstrukt mit dem Bundesfeldherrn beibehalten, obwohl darin der König von Preußen bereits den Kaisertitel erhielt. Erst aus der Verfassung des Deutschen Reiches vom 16. April 1871 ist der Bundesfeldherr getilgt. Seitdem lautete Art. 63 Abs. 1:

„Die gesammte Landmacht des Reichs wird ein einheitliches Heer bilden, welches in Krieg und Frieden unter dem Befehl des Kaisers steht.“

Auch an anderen Stellen wurde der Bundesfeldherr durch den Kaiser ersetzt. Damit war die Trennung von Bundespräsidium und Bundesfeldherrn formell aufgehoben. Dennoch blieb dem Kaiser der verantwortungsfreie Kommandobereich. Im Zweifel, ob eine Anordnung der (gegenzeichnungspflichtigen) Militärverwaltung oder dem Kommandobereich zuzurechnen war, ging man vom letzteren aus.

## Belege
1. ↑  Ernst Rudolf Huber: Deutsche Verfassungsgeschichte seit 1789. Band I: Reform und Restauration 1789 bis 1830. 2. Auflage, Verlag W. Kohlhammer, Stuttgart [u. a.] 1967, S. 485.
2. ↑  Michael Kotulla: Deutsches Verfassungsrecht 1806–1918. Eine Dokumentensammlung nebst Einführungen. 1. Band: Gesamtdeutschland, Anhaltische Staaten und Baden, Berlin: Springer, 2006, S. 113.
3. ↑  Michael Kotulla: Deutsches Verfassungsrecht 1806–1918. Eine Dokumentensammlung nebst Einführungen. 1. Band: Gesamtdeutschland, Anhaltische Staaten und Baden, Berlin: Springer, 2006, S. 117.
4. ↑  Ernst Rudolf Huber: Deutsche Verfassungsgeschichte seit 1789. Band I: Reform und Restauration 1789 bis 1830. 2. Auflage, Verlag W. Kohlhammer, Stuttgart 1967, S. 612/613.
5. ↑  Ernst Rudolf Huber: Deutsche Verfassungsgeschichte seit 1789. Band II: Der Kampf um Einheit und Freiheit 1830 bis 1850. 3. Auflage, Verlag W. Kohlhammer, Stuttgart 1988, S. 648.
6. ↑  Ernst Rudolf Huber: Deutsche Verfassungsgeschichte seit 1789. Band I: Reform und Restauration 1789 bis 1830. 2. Auflage, Verlag W. Kohlhammer, Stuttgart [u. a.] 1967, S. 612/613.
7. ↑  Ernst Rudolf Huber: Deutsche Verfassungsgeschichte seit 1789. Band I: Reform und Restauration 1789 bis 1830. 2. Auflage, Verlag W. Kohlhammer, Stuttgart 1967, S. 613.
8. ↑  Ernst Rudolf Huber: Deutsche Verfassungsgeschichte seit 1789. Band I: Reform und Restauration 1789 bis 1830. 2. Auflage, Verlag W. Kohlhammer, Stuttgart 1967, S. 612.
9. ↑  Ernst Rudolf Huber: Deutsche Verfassungsgeschichte seit 1789. Band II: Der Kampf um Einheit und Freiheit 1830 bis 1850. 3. Auflage, Verlag W. Kohlhammer, Stuttgart 1988, S. 672/673.
10. ↑  Ernst Rudolf Huber: Deutsche Verfassungsgeschichte seit 1789. Band III: Bismarck und das Reich. 3. Auflage, W. Kohlhammer, Stuttgart 1988, S. 245.
11. ↑  Ernst Rudolf Huber: Deutsche Verfassungsgeschichte seit 1789. Band III: Bismarck und das Reich. 3. Auflage, W. Kohlhammer, Stuttgart 1988, S. 262/263.
12. ↑  Ernst Rudolf Huber: Deutsche Verfassungsgeschichte seit 1789. Band III: Bismarck und das Reich. 3. Auflage, W. Kohlhammer, Stuttgart 1988, S. 263/264.
13. ↑  Ernst Rudolf Huber: Deutsche Verfassungsgeschichte seit 1789. Band III: Bismarck und das Reich. 3. Auflage, W. Kohlhammer, Stuttgart 1988, S. 400.
14. ↑  Ernst Rudolf Huber: Deutsche Verfassungsgeschichte seit 1789. Band III: Bismarck und das Reich. 3. Auflage, W. Kohlhammer, Stuttgart 1988, S. 541.
15. ↑  Ernst Rudolf Huber: Deutsche Verfassungsgeschichte seit 1789. Band III: Bismarck und das Reich. 3. Auflage, W. Kohlhammer, Stuttgart 1988, S. 559/560.
16. ↑  Michael Kotulla: Deutsches Verfassungsrecht 1806–1918. Eine Dokumentensammlung nebst Einführungen. 1. Band: Gesamtdeutschland, Anhaltische Staaten und Baden, Berlin: Springer, 2006, S. 196.
17. ↑  Ernst Rudolf Huber: Deutsche Verfassungsgeschichte seit 1789. Band III: Bismarck und das Reich. 3. Auflage, W. Kohlhammer, Stuttgart 1988, S. 1003.
18. ↑  Michael Kotulla: Deutsches Verfassungsrecht 1806–1918. Eine Dokumentensammlung nebst Einführungen. 1. Band: Gesamtdeutschland, Anhaltische Staaten und Baden, Berlin: Springer, 2006, S. 1155–1159.
19. ↑  Ernst Rudolf Huber: Deutsche Verfassungsgeschichte seit 1789. Band III: Bismarck und das Reich. 3. Auflage, W. Kohlhammer, Stuttgart 1988, S. 1002–1004.